# American Zoetrope
American Zoetrope (conocida desde 1979 hasta 1990 como Zoetrope Studios) es una compañía de producción cinematográfica estadounidense de gestión privada, centrada en San Francisco (California) y fundada por Francis Ford Coppola y George Lucas.
Abierto el 12 de diciembre de 1969, el estudio ha producido no solo las películas de Francis Ford Coppola (incluyendo Apocalypse Now, Drácula de Bram Stoker y Tetro), sino también las películas pre-Star Wars de George Lucas (THX 1138, American Graffiti), así como a muchos otros directores vanguardistas como Jean-Luc Godard, Akira Kurosawa, Wim Wenders y Godfrey Reggio. American Zoetrope fue uno de los primeros en adoptar el cine digital, incluidos algunos de los primeros usos de HDTV.
Cuatro películas producidas por American Zoetrope están incluidas en  American Film Institute's Top 100 Films. Las películas producidas por American Zoetrope han recibido 15 Premios de la Academia y 68 nominaciones.

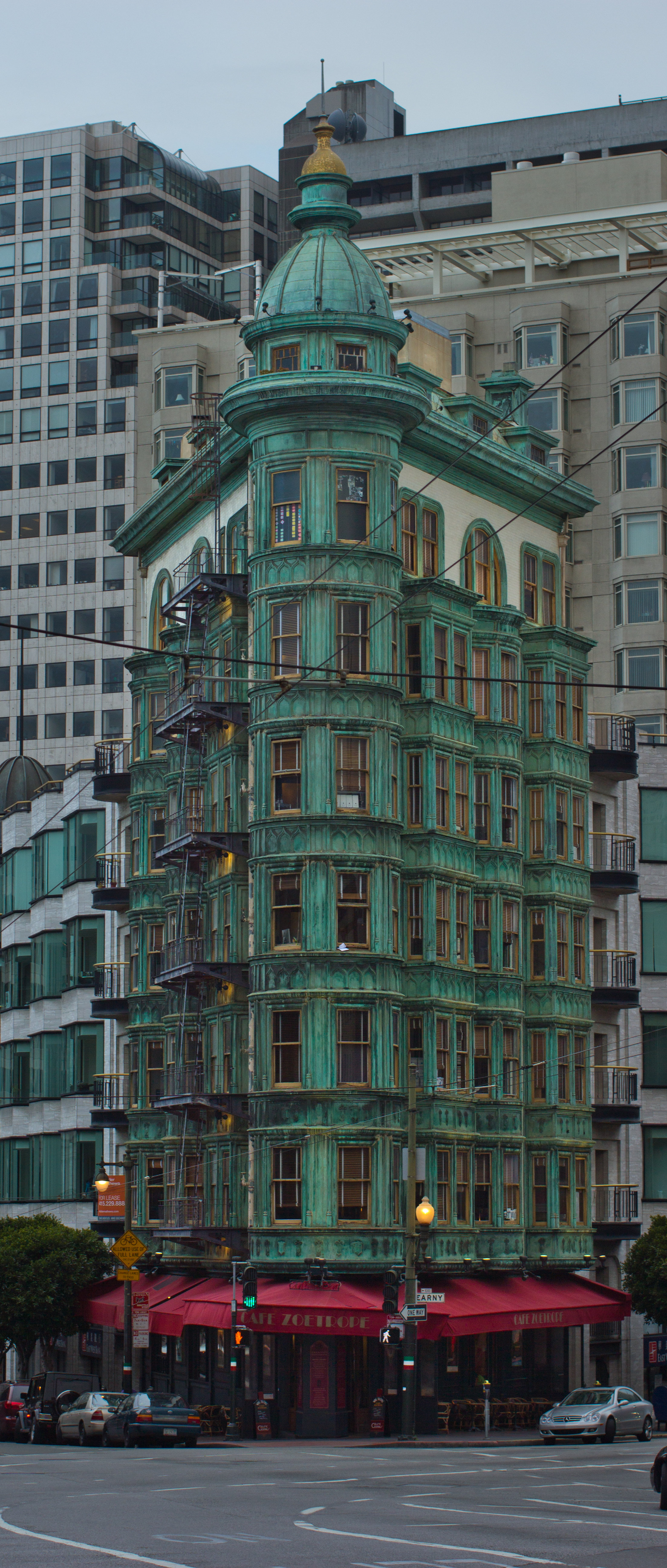
American Zoetrope está ubicada en el Sentinel Building.

## Formación
Inicialmente ubicada en un almacén en la calle Folsom, la sede de la compañía ha estado desde 1972 en el histórico Sentinel Building, en 916 Kearny Street en el vecindario de North Beach en San Francisco.
Coppola puso ese nombre al estudio por un zoótropo que recibió a fines de la década de 1960 de manos del cineasta y coleccionista de primeros dispositivos cinematográficos Mogens Skot-Hansen. "Zoetrope" es también el nombre con el que se conoce a menudo la revista trimestral de ficción de Coppola, Zoetrope: All-Story.
American Zoetrope ahora es propiedad exclusiva del hijo y la hija de Coppola, los directores Roman Coppola y Sofia Coppola, mientras que la mayoría de la biblioteca de películas ahora es propiedad de Lionsgate.

## Filmografía
| Fecha | Título                                        | Director                                           | Compañía          | Créditos                                          | Notas       |
| ----- | --------------------------------------------- | -------------------------------------------------- | ----------------- | ------------------------------------------------- | ----------- |
| 2021  | Mainstream                                    | Gia Coppola                                        | American Zoetrope | Productora                                        | [ 1 ]       |
| 2020  | On the Rocks                                  | Sofia Coppola                                      | American Zoetrope | Productora                                        | [ 2 ]       |
| 2017  | The Beguiled                                  | Sofia Coppola                                      | American Zoetrope | Productora                                        | [ 3 ]       |
| 2016  | Paris Can Wait                                | Eleanor Coppola                                    | American Zoetrope | Productora                                        | [ 3 ]       |
| 2016  | Joshy                                         | Jeff Baena                                         | American Zoetrope | Productora                                        | [ 3 ]       |
| 2015  | A Very Murray Christmas                       | Sofia Coppola                                      | American Zoetrope | Productora                                        | [ 3 ]       |
| 2015  | Last Days in the Desert                       | Rodrigo García                                     | American Zoetrope | Productora                                        | [ 4 ]       |
| 2014  | Life After Beth                               | Jeff Baena                                         | American Zoetrope | Productora                                        | [ 3 ]       |
| 2013  | Palo Alto                                     | Gia Coppola                                        | American Zoetrope | Productora                                        | [ 3 ]       |
| 2013  | The Bling Ring                                | Sofia Coppola                                      | American Zoetrope | Productora                                        | [ 3 ]       |
| 2012  | A Glimpse Inside the Mind of Charles Swan III | Roman Coppola                                      | American Zoetrope | Productora                                        | [ 3 ]       |
| 2012  | On the Road                                   | Walter Salles                                      | American Zoetrope | Productora                                        | [ 3 ]       |
| 2011  | Twixt                                         | Francis Ford Coppola                               | American Zoetrope | Productora                                        | [ 3 ]       |
| 2010  | Somewhere                                     | Sofia Coppola                                      | American Zoetrope | Productora                                        |             |
| 2009  | Tetro                                         | Francis Ford Coppola                               | American Zoetrope | Productora                                        | [ 3 ]       |
| 2007  | Youth Without Youth                           | Francis Ford Coppola                               | American Zoetrope | Productora                                        | [ 3 ]       |
| 2006  | Marie Antoinette                              | Sofia Coppola                                      | American Zoetrope | Productora                                        | [ 3 ]       |
| 2006  | The Good Shepherd                             | Robert De Niro                                     | American Zoetrope | Productora                                        | [ 3 ]       |
| 2004  | Kinsey                                        | Bill Condon                                        | American Zoetrope | Productora (sin acreditar)                        | [ 3 ]       |
| 2003  | Lost in Translation                           | Sofia Coppola                                      | American Zoetrope | Productora                                        | [ 3 ]       |
| 2003  | Jeepers Creepers 2                            | Victor Salva                                       | American Zoetrope | Productora                                        | [ 3 ]       |
| 2002  | Pumpkin                                       | Anthony Abrams y Adam Larson Broder                | American Zoetrope | Productora                                        | [ 3 ]       |
| 2002  | Assassination Tango                           | Robert Duvall                                      | American Zoetrope | Productora                                        | [ 3 ]       |
| 2001  | Jeepers Creepers                              | Victor Salva                                       | American Zoetrope | Productora                                        | [ 3 ]       |
| 2001  | CQ                                            | Roman Coppola                                      | American Zoetrope | Productora                                        | [ 3 ]       |
| 2001  | No Such Thing                                 | Hal Hartley                                        | American Zoetrope | Productora                                        | [ 3 ]       |
| 2001  | Suriyothai                                    | Chatrichalerm Yukol                                | American Zoetrope | Productora                                        | [ 3 ]       |
| 1999  | The Florentine                                | Nick Stagliano                                     | American Zoetrope | Productora                                        |             |
| 1999  | The Virgin Suicides                           | Sofia Coppola                                      | American Zoetrope | Productora                                        | [ 3 ]       |
| 1999  | The Third Miracle                             | Agnieszka Holland                                  | American Zoetrope | Productora                                        | [ 3 ]       |
| 1999  | Sleepy Hollow                                 | Tim Burton                                         | American Zoetrope | Productora                                        | [ 3 ]       |
| 1998  | Moby Dick                                     | Franc Roddam                                       | American Zoetrope | Productora                                        | [ 3 ]       |
| 1997  | The Rainmaker                                 | Francis Ford Coppola                               | American Zoetrope | Productora                                        | [ 3 ]       |
| 1997  | Buddy                                         | Caroline Thompson                                  | American Zoetrope | Productora (como American Zoetrope Producciones)  | [ 3 ]       |
| 1997  | The Odyssey                                   | Andrei Konchalovsky                                | American Zoetrope | Productora (como American Zoetrope San Francisco) | [ 3 ]       |
| 1996  | Jack                                          | Francis Ford Coppola                               | American Zoetrope | Productora                                        | [ 3 ]       |
| 1995  | Haunted                                       | Lewis Gilbert                                      | American Zoetrope | Productora                                        |             |
| 1995  | My Family                                     | Gregory Nava                                       | American Zoetrope | Productora                                        | [ 3 ]       |
| 1994  | Mary Shelley's Frankenstein                   | Kenneth Branagh                                    | American Zoetrope | Productora                                        | [ 3 ]       |
| 1994  | Don Juan DeMarco                              | Jeremy Leven                                       | American Zoetrope | Productora                                        | [ 3 ]       |
| 1993  | The Secret Garden                             | Agnieszka Holland                                  | American Zoetrope | Productora                                        | [ 3 ]       |
| 1992  | Bram Stoker's Dracula                         | Francis Ford Coppola                               | American Zoetrope | Productora                                        | [ 3 ]       |
| 1992  | Wind                                          | Carroll Ballard                                    | American Zoetrope | Productora                                        | [ 3 ]       |
| 1991  | Hearts of Darkness: A Filmmaker's Apocalypse  | Fax Bahr, Eleanor Coppola, and George Hickenlooper | American Zoetrope | Productora                                        | [ 3 ]       |
| 1990  | El padrino III                                | Francis Ford Coppola                               | Productora        | [ 3 ]                                             |             |
| 1989  | Wait Until Spring, Bandini                    | Dominique Deruddere                                | Zoetrope Studios  | Productora                                        | [ 3 ]       |
| 1988  | Tucker: The Man and His Dream                 | Francis Ford Coppola                               | Zoetrope Studios  | Productora                                        |             |
| 1987  | Tough Guys Don't Dance                        | Norman Mailer                                      | Zoetrope Studios  | Productora                                        |             |
| 1987  | Gardens of Stone                              | Francis Ford Coppola                               | Zoetrope Studios  | Productora                                        | [ 3 ]       |
| 1987  | Barfly                                        | Barbet Schroeder                                   | Zoetrope Studios  | Productora                                        | [ 3 ]       |
| 1986  | Peggy Sue Got Married                         | Francis Ford Coppola                               | Zoetrope Studios  | Productora                                        | [ 3 ]       |
| 1985  | Seven Minutes in Heaven                       | Linda Feferman                                     | Zoetrope Studios  | Productora                                        |             |
| 1985  | Mishima: A Life in Four Chapters              | Paul Schrader                                      | Zoetrope Studios  | Productora                                        | [ 3 ]       |
| 1984  | The Cotton Club                               | Francis Ford Coppola                               | Zoetrope Studios  | Productora                                        | [ 3 ]       |
| 1983  | The Outsiders                                 | Francis Ford Coppola                               | Zoetrope Studios  | Productora                                        | [ 3 ]       |
| 1983  | Rumble Fish                                   | Francis Ford Coppola                               | Zoetrope Studios  | Productora                                        | [ 3 ]       |
| 1983  | The Black Stallion Returns                    | Robert Dalva                                       | Zoetrope Studios  | Productora                                        | [ 3 ]       |
| 1982  | Koyaanisqatsi                                 | Godfrey Reggio                                     | Zoetrope Studios  | Productora                                        |             |
| 1982  | The Making of 'One from the Heart'            | Tony St. John                                      | Zoetrope Studios  | Productora                                        |             |
| 1982  | Hammett                                       | Wim Wenders                                        | Zoetrope Studios  | Productora                                        | [ 3 ]       |
| 1982  | One from the Heart                            | Francis Ford Coppola                               | Zoetrope Studios  | Productora/Distribuidora                          | [ 3 ]       |
| 1982  | The Grey Fox                                  | Phillip Borsos                                     | Zoetrope Studios  | Productora                                        | [ 3 ]       |
| 1982  | Passion                                       | Jean-Luc Godard                                    | Zoetrope Studios  | Productora                                        | [ 3 ]       |
| 1982  | The Escape Artist                             | Caleb Deschanel                                    | Zoetrope Studios  | Productora                                        | [ 3 ]       |
| 1982  | Parsifal                                      | Hans-Jürgen Syberberg                              | Zoetrope Studios  | Distribuidora                                     | [ 3 ]       |
| 1980  | Kagemusha                                     | Akira Kurosawa                                     | Zoetrope Studios  | Productora                                        | [ 3 ]       |
| 1980  | Sauve qui peut (la vie)                       | Jean-Luc Godard                                    | Zoetrope Studios  | Productora                                        | [ 3 ]       |
| 1979  | The Black Stallion                            | Carroll Ballard                                    | Omni Zoetrope     | Productora                                        | [ 3 ]       |
| 1979  | Apocalypse Now                                | Francis Ford Coppola                               | Omni Zoetrope     | Productora                                        | [ 3 ] [ 5 ] |
| 1977  | Hitler: A Film from Germany                   | Hans-Jürgen Syberberg                              | Omni Zoetrope     | Distribuidora                                     | [ 3 ]       |
| 1977  | Perfumed Nightmare                            | Kidlat Tahimik                                     | American Zoetrope | Distribuidora                                     | [ 3 ]       |
| 1974  | The Conversation                              | Francis Ford Coppola                               | American Zoetrope | Productora                                        | [ 3 ]       |
| 1974  | El padrino II                                 | Francis Ford Coppola                               | American Zoetrope | Productora (American Zoetrope San Francisco)      | [ 3 ]       |
| 1972  | The Godfather                                 | Francis Ford Coppola                               | American Zoetrope | Productora                                        | [ 3 ]       |
| 1972  | Ludwig: Requiem for a Virgin King             | Hans-Jürgen Syberberg                              | American Zoetrope | Distribuidora                                     | [ 3 ]       |
| 1973  | American Graffiti                             | George Lucas                                       | American Zoetrope | Productora                                        | [ 3 ]       |
| 1971  | THX 1138                                      | George Lucas                                       | American Zoetrope | Productora                                        | [ 3 ]       |
| 1969  | The Rain People                               | Francis Ford Coppola                               | American Zoetrope | Productora                                        | [ 3 ]       |